# 628

## Decese
- 28 februarie: Khosrau al II-lea  (n. 570)
- 22 ianuarie: Theodelinda regină a Italiei (589-616) (n. 570)